# Payonibung
Payonibung is een bestuurslaag in het regentschap Payakumbuh van de provincie West-Sumatra, Indonesië. Payonibung telt 591 inwoners (volkstelling 2010).